# Симоненко Сергій Юрійович
Сергі́й Ю́рійович Симоне́нко (12 червня 1981, Куп'янськ) — український футболіст, захисник.

## Кар'єра
Вихованець київського спортінтернату. Професійну кар'єру починав в Росії. У 1999 році дебютував в московському «Торпедо», за яке провів 9 матчів в чемпіонаті Росії (1 гол). У 2002 році виступав за владикавказьку «Аланію» (5 матчів і 1 гол у чемпіонаті, 1 гра в Кубку Росії).
На початку 2003 року повернувся на Батьківщину, перейшовши в одеський «Чорноморець». За першу команду провів 90 ігор у чемпіонаті вищої ліги (4 голи), 9 матчів за дублюючий склад (2 голи), 3 матчі — за «Чорноморець-2». На рахунку Сергія 6 кубкових матчів за одеський клуб.
 
У 2007 році Симоненко перейшов в київський «Арсенал». У першій команді київського клубу зіграв 124 матчі, забив 7 голів. Крім того на його рахунку 9 ігор у Кубку України, 2 — за дубль, 1 — в Лізі Європи. Поступово Саулюс став основним гравцем команди і навіть 2012 року допоміг клубу вперше в історії вийти до єврокубків.
На початку 2013 року в зв'язку з фінансовими проблемами в «Арсеналі», клуб змушений був відпустити більшість високооплачуваних футболістів, в тому числі і Сергія, який як вільний агент, разом з партнерами по команді Олександром Ковпаком та Саулюсом Міколюнасом, 21 січня 2013 підписав контракт з футбольним клубом «Севастополь», що виступав у першій лізі.
До кінця сезону зіграв в 4 матчах першої ліги, допомігши команді зайняти перше місце і вийти до Прем'єр-ліги. В елітному дивізіоні залишився одним з лідерів команди, зігравши до кінця року в 15 матчах чемпіонату, причому в усіх грав без замін. 27 листопада 2013 року «Севастополь» вирішив розірвати контракт з трьома гравцями клубу, серед яких був і Симоненко.
На початку 2014 року Сергій відправився до Узбекистану, де 12 лютого підписав контракт з «Буньодкором» і став виступати разом зі співвітчизником Олександром Пищуром. У грудні 2014 року покинув «Буньодкор» вільним агентом, після чого завершив кар'єру.

### Збірна
2001 року був учасником фінального турніру молодіжного чемпіонату світу в Аргентині.
У збірній України дебютував 18 лютого 2004 року в товариському матчі зі збірною Лівії. Другий матч зіграв наступного місяця проти збірної Македонії. Після цього до лав збірної його більше не запрошували.

## Досягнення
- Бронзовий призер чемпіонату України: 2005/06
- Переможець Першої ліги України: 2012/13
- Володар Суперкубка Узбекистану: 2014